# Neues Schloss Uhyst

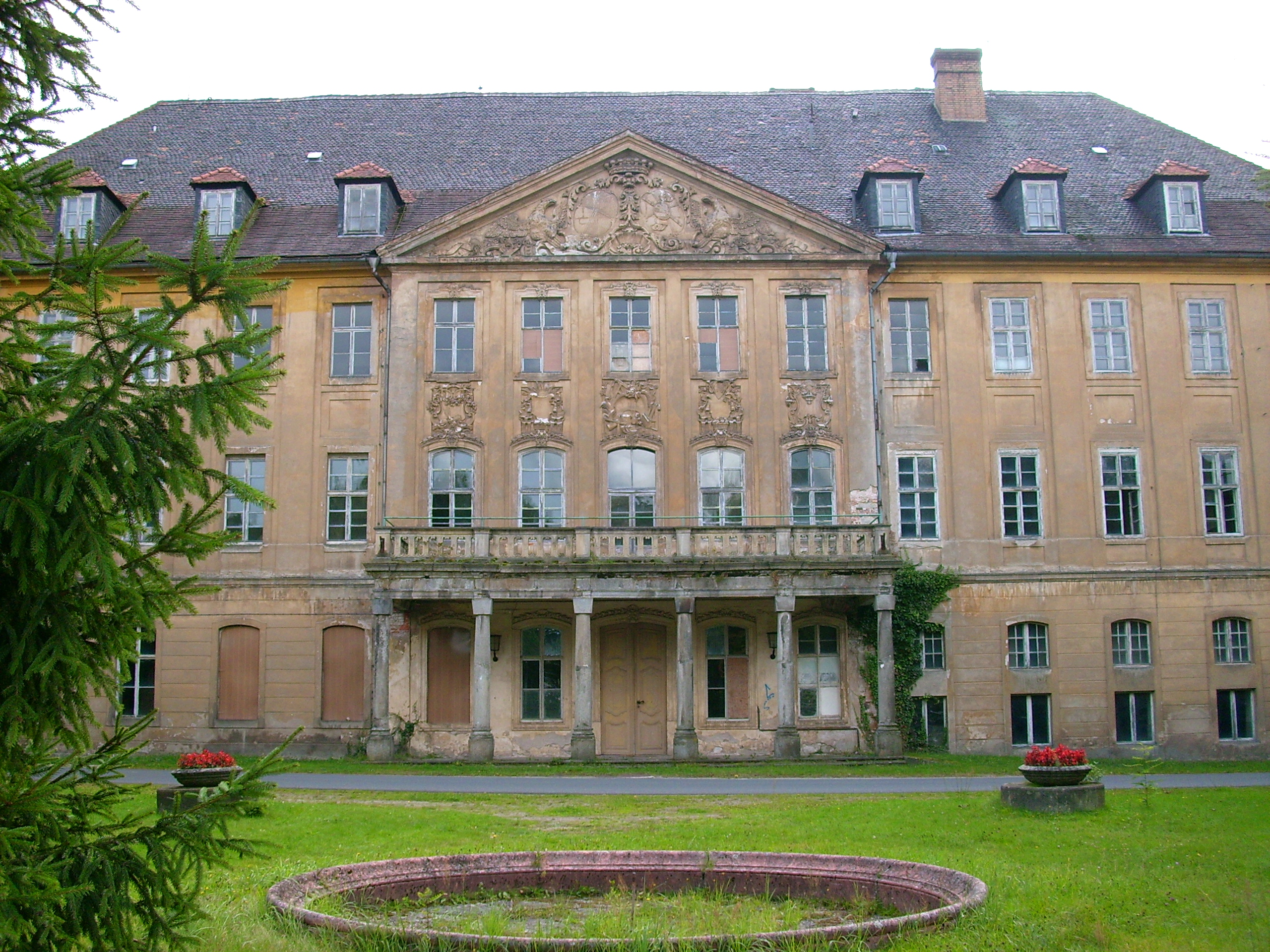
Vorderfront des Schlosses

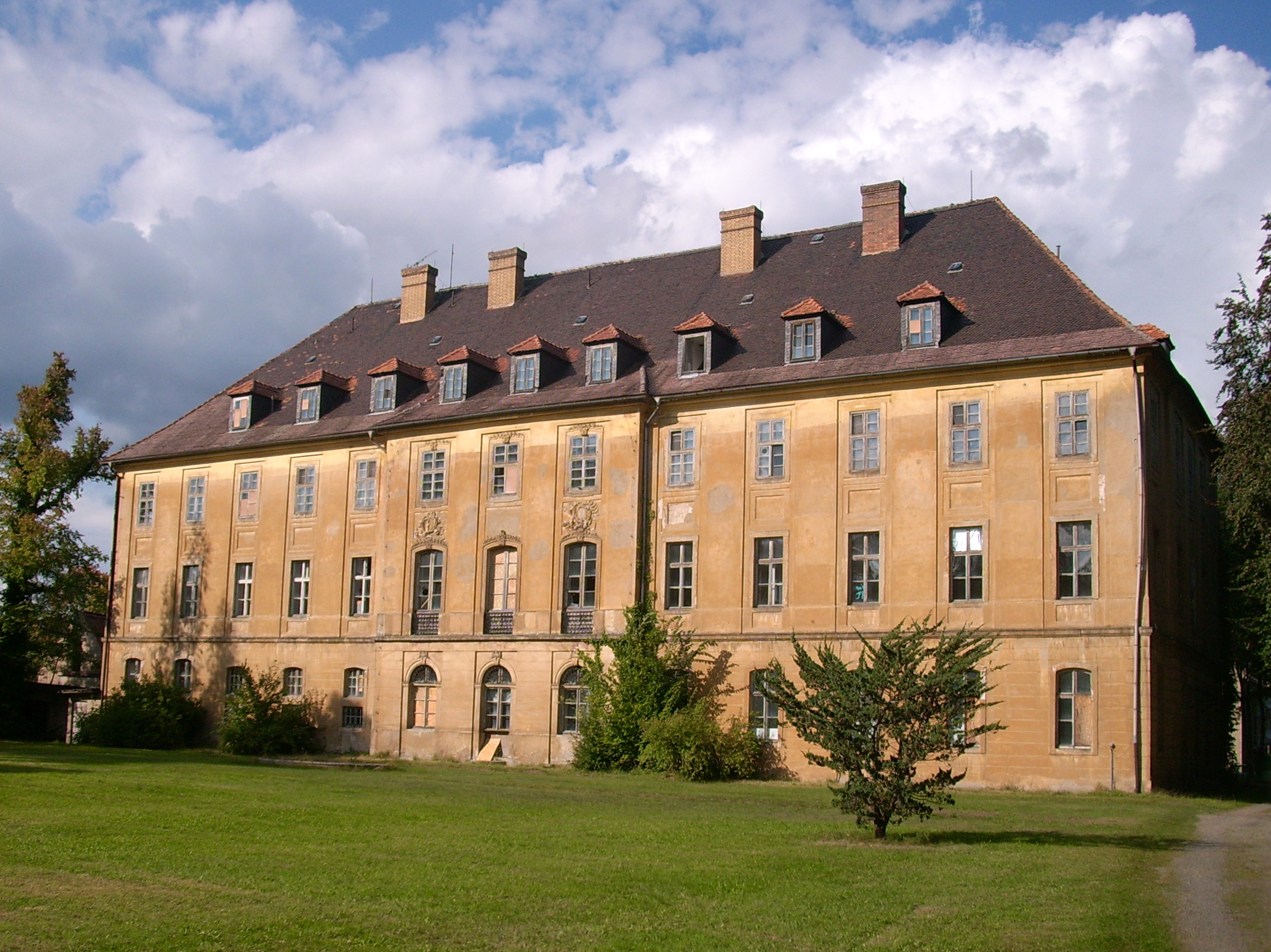
Rückfront (Südseite)

Das Neue Schloss Uhyst befindet sich am Nordrand des gleichnamigen Orts Uhyst im sächsischen Landkreis Görlitz. Es liegt nahe der durch den Ort fließenden Spree und grenzt an den Landschaftspark Bärwalder See. Zum heute leer stehenden Schloss gehören ein Barockgarten und ein englischer Landschaftspark.

## Geschichte

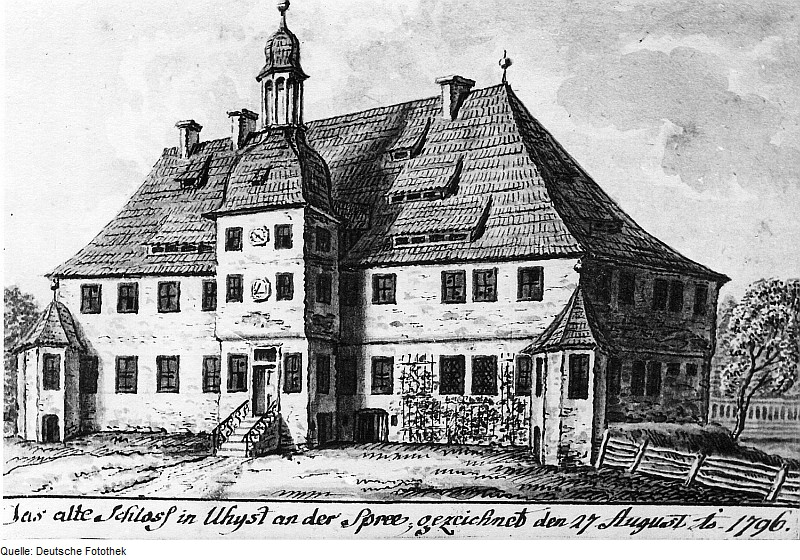
Zeichnung des Alten Schlosses (1796) von Johann Gottfried Schultz

In Uhyst befand sich bereits im 15. Jahrhundert ein Gutshof. Im 16. Jahrhundert ließ Kaspar von Nostitz im örtlichen Hirschgarten ein Schloss errichten, das im Besitz seiner Familie blieb, bis es Hans von Warnsdorf auf Kuhna im Jahr 1607 erwarb. Dessen Sohn veräußerte es an Hans von Metzradt, der 1626 Lehnsherr von Uhyst wurde. Im Jahr 1725 löste Friedrich Caspar Graf von Gersdorff (1699–1751) Metzradts Nachkommen als Lehnsherr ab.
Von 1738 bis 1742 ließ Gersdorff, dem das Alte Schloss zu klein war, das Neue Schloss nach Plänen eines italienischen Architekten (möglicherweise auch von Johann Christoph Knöffel) unweit des Altbaus im Ort errichten und machte es zum Wohnsitz seiner Familie. Im Dreiecksgiebel der straßenseitigen Front befindet sich das Allianzwappen Gersdorffs und seiner Ehefrau Dorothea Luise Charlotte Gräfin von Flemming (1706–1794), einer Tochter des Generalleutnants Graf Bogislaw Bodo von Flemming.
In das Neue Schloss zog 1745 zeitweilig ein im Jahr 1730 auf Gersdorffs Gutshof in Klix gegründetes wendisches Prediger- und Lehrerseminar mit dazugehöriger Schule ein, nachdem die Schule in Klix aufgrund der stark steigenden Schülerzahl zu klein geworden war.

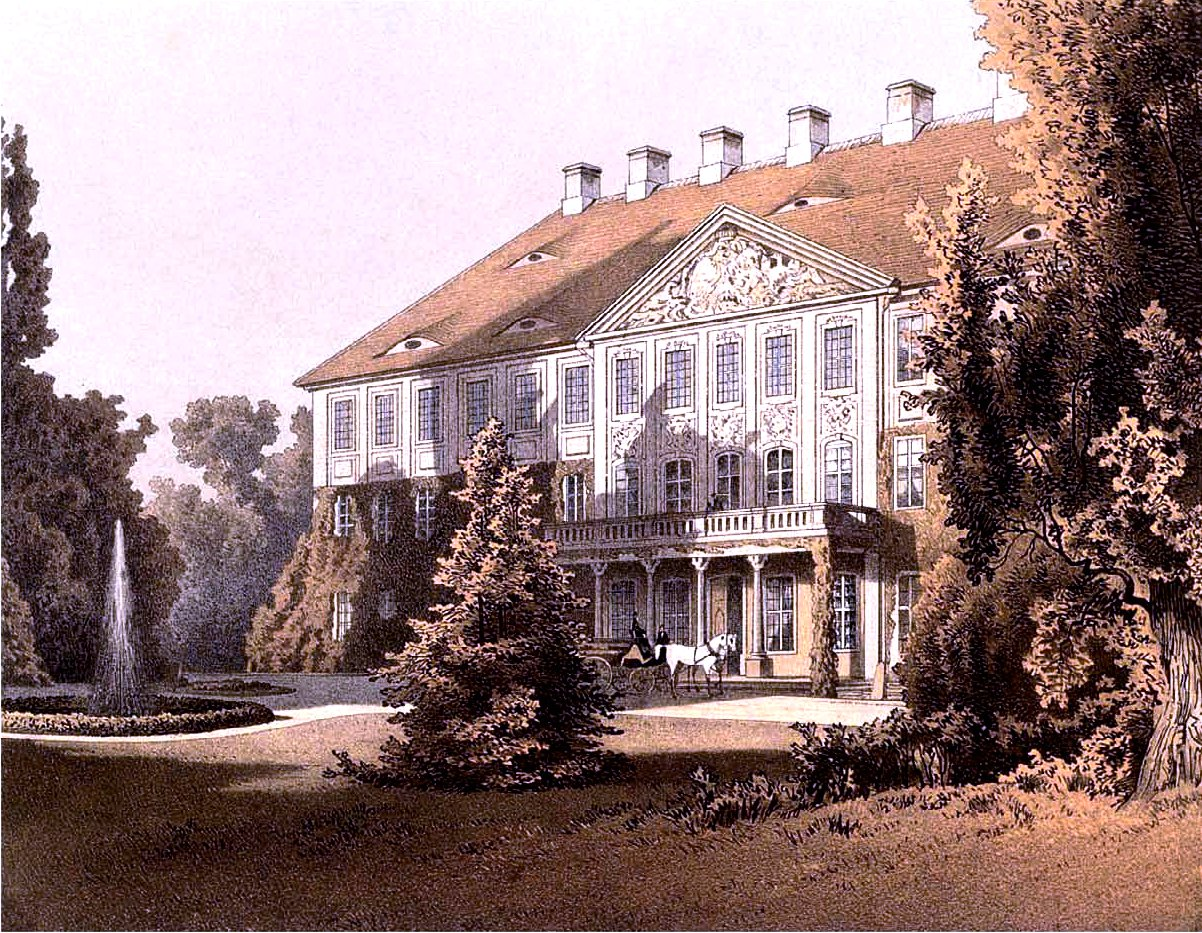
Das Neue Schloss um 1860, Lithografie aus der Sammlung Alexander Dunckers

Im Jahr 1794 gelangte Heinrich XXVIII. des Fürstentums Reuß jüngere Linie in den Besitz des Guts. Er vererbte es 1797 an seine Schwester, die es 1801 ihrer Tochter Friederike Theodora Elisabeth von Tschirschky vermachte. Diese wiederum verkaufte es noch im selben Jahr an Heinrich Ludwig Graf zu Dohna. Das unter Kaspar von Nostitz erbaute Alte Schloss wurde 1836 abgerissen. Weitere Eigentümer des Neuen Schlosses waren ab 1840 der Oberlandesgerichtsrat Sigismund von Dallwitz, ab etwa 1865 Ernst von Bredow sowie ab etwa 1876 Rudolf Freiherr von Kratzler. Im Jahr 1883 ging das Neue Schloss in den Besitz von Ferdinand Johann Balthasar Baron von Rabenau über. Dieser hatte mit seiner Dienstmagd Marie Hässler ein außereheliches Kind, Herbert. Marie Hässler wurde daraufhin mit dem verwitweten Gutsverwalter Alvin Kluge verheiratet, der einen Sohn, Gerhard, und zwei Töchter hatte. Nach Baron von Rabenaus Tod im Jahr 1899 ging das Schloss zunächst an Marie und später an Herbert und Gerhard Kluge († 1925).
Während des Zweiten Weltkriegs besetzte die SS Uhyst und zwang den Schlossherrn Herbert Kluge und dessen Familie, das Schloss zur Einrichtung eines Stützpunkts zu verlassen. Im Zuge der Bodenreform wurde es 1945 der Familie Kluge endgültig enteignet. Daraufhin richtete man in einem Teil des Schlosses eine Grundschule ein. Gleichzeitig kamen zahlreiche Flüchtlinge im Schloss unter. Einen im März 1948 von der Landesbodenkommission beschlossenen Abriss konnte der Direktor der Städtischen Kunstsammlungen Görlitz, Sigfried Asche, der den kulturhistorischen Wert der seinerzeit gut erhaltenen Schlossarchitektur erkannte, mit einer Nutzungsempfehlung an die Sozialversicherungsanstalt Sachsen verhindern. Ende der 1940er Jahre wurde das Schloss zur Lungenheilstätte mit 120 Betten umgebaut, in der ab 1952 vornehmlich Tuberkulosepatienten behandelt wurden. In den darauffolgenden Jahrzehnten spezialisierte sich die Klinik auf Leber- und Hauterkrankungen.
Auf Beschluss des Landkreises Hoyerswerda wurde das Krankenhaus 1992 geschlossen. Nach der Kreisreform war zeitweilig der Niederschlesische Oberlausitzkreis Eigentümer des Schlosses, das nach einem Verkauf wieder in Privatbesitz überging. Das denkmalgeschützte Gebäude steht seither leer. Da der Besitzer der Pflege und Sanierung der zunehmend verfallenden Anlage über Jahre nicht nachkam und darüber hinaus keine Grundsteuer zahlte, wurde das Schloss im März 2006 zwangsversteigert und für 25.000 Euro von einem Görlitzer Immobilienmakler erworben. Zwei Monate später wurde es bei einer Auktion für 62.000 Euro von einer niederländischen Firma ersteigert. Seit dem Frühjahr 2019 gehört das Schloss einer Berliner Investorengruppe. Die zukünftige Nutzung des sanierungsbedürftigen Schlosses ist jedoch weiterhin unklar.

## Baubeschreibung

Sandsteingiebel der Eingangsfront

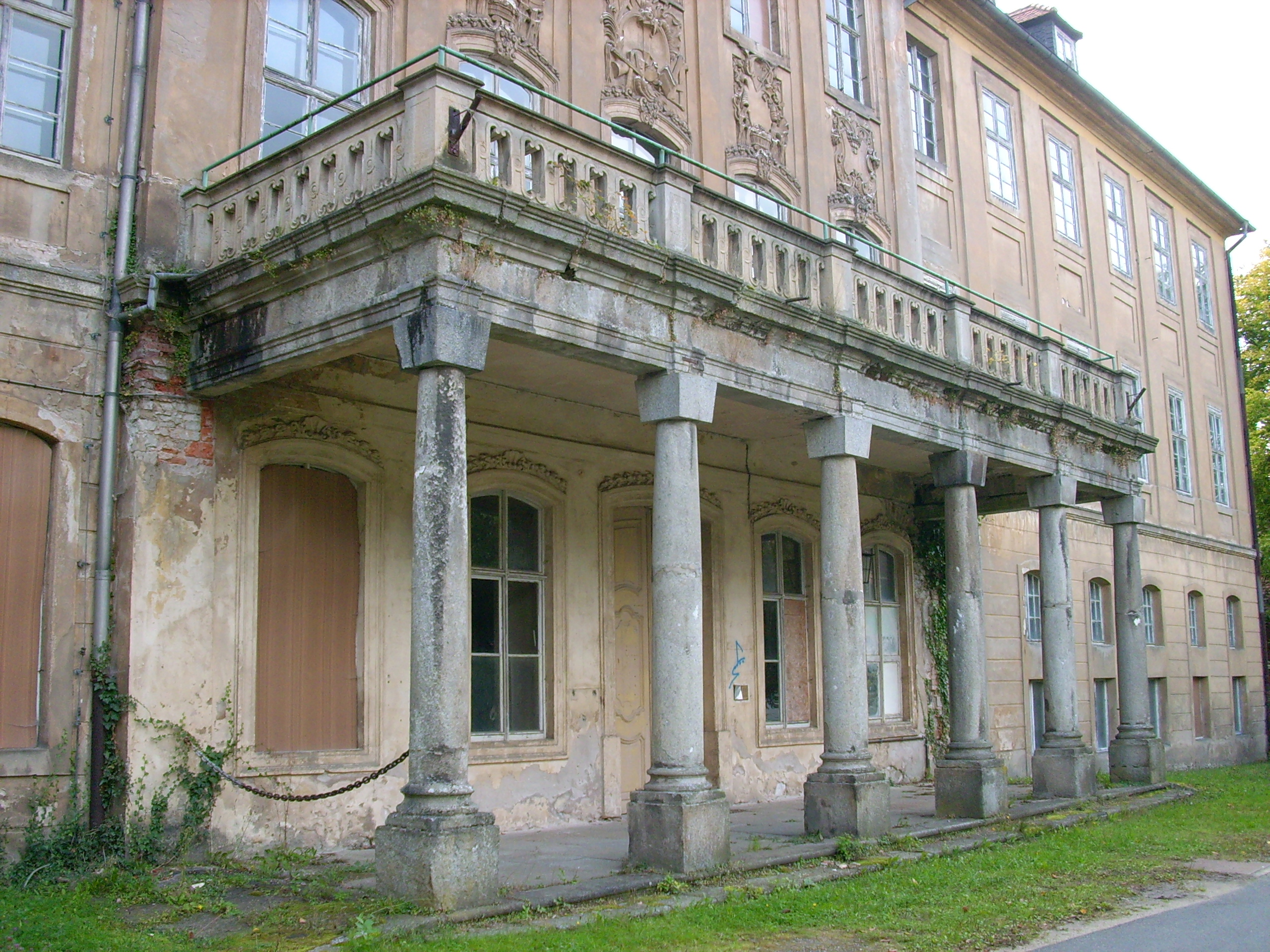
Das Eingangsportal mit Säulengang

Das ursprünglich barocke Schloss, das eine Kapelle mit Altar, Kanzel und Orgel beherbergte, wurde im 19. Jahrhundert zu einem Herrensitz im Stil des Neoklassizismus umgebaut. Das dreigeschossige Gebäude auf rechteckigem Grundriss ist rund 48,5 Meter lang, 18,5 Meter breit und bis zum Traufgesims 13,5 Meter hoch. Es verfügt über ein hohes Sockelgeschoss und ein Walmdach. Die Nutzfläche der bis zu vier Meter hohen Räumlichkeiten beträgt etwa 2700 Quadratmeter.
Die ursprünglich sechs bis acht Zimmer und Wirtschaftsräume pro Geschoss wurden im Zuge des Umbaus zum Krankenhaus in 20 Zimmer mit jeweils etwa 18 Quadratmetern unterteilt. Beim dabei ebenfalls erfolgten Ausbau des unteren Dachabschnitts entstanden zwölf weitere Zimmer. Infolge dieser Baumaßnahme wurde 1951 der südseitige Sandsteingiebel entfernt, dessen Pendant an der Eingangsfront mit „schwerrollende[r] Blattornamentik, die formal nur von der Dresdner Art hergeleitet werden kann“, erhalten blieb und einen Mittelrisalit krönt. Den Risalit ziert darüber hinaus eine Kolonnade und ein darauf befindlicher Balkon.

## Parkanlage

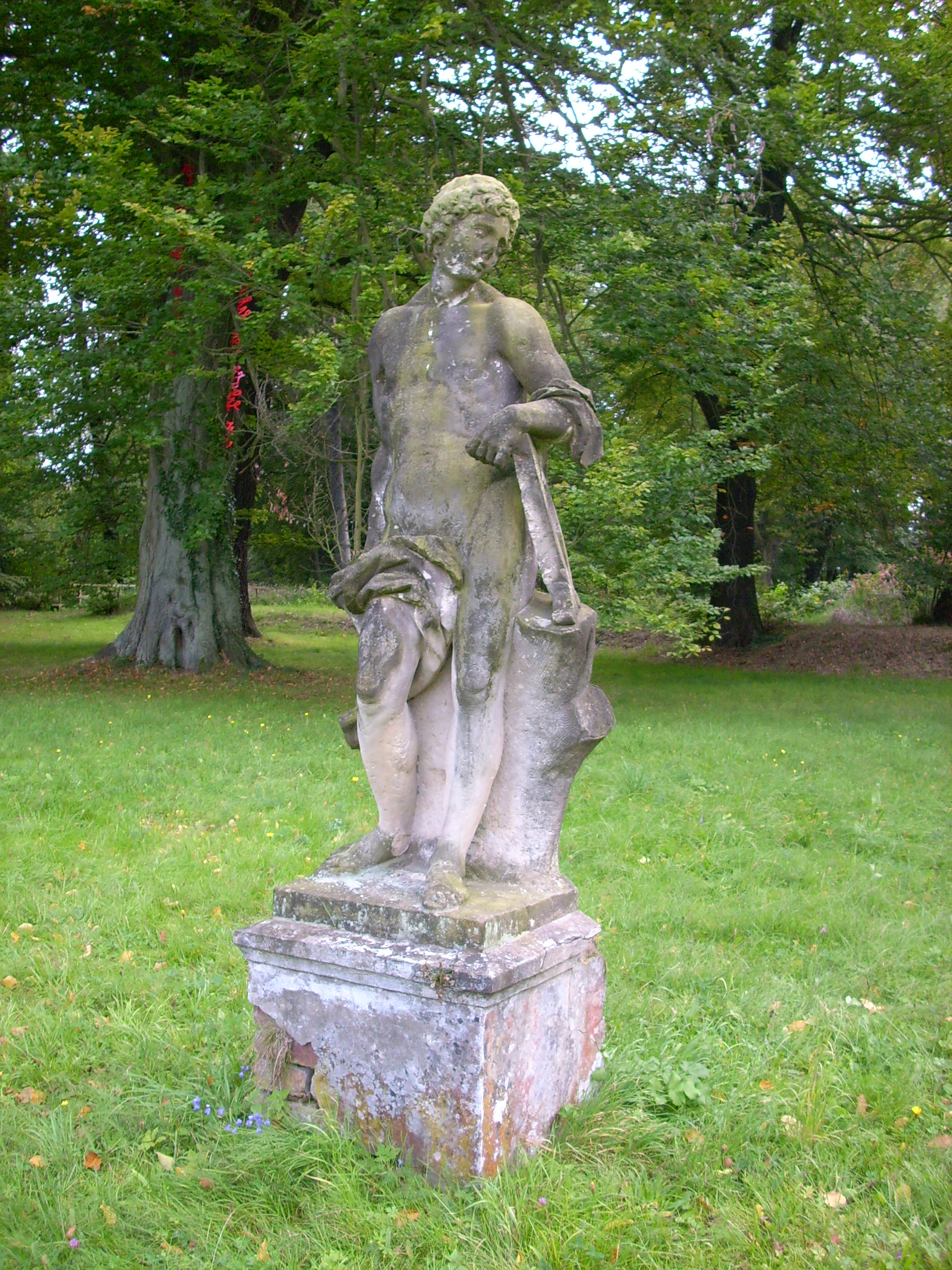
Die Skulptur des Apollon im barocken Teil des Parks

Das Schloss ist von einer frei zugänglichen Parkanlage umgeben, für deren Pflege die Gemeinde Boxberg/O.L. als Eigentümer zuständig ist. Auf westlicher Seite grenzt der Wirtschaftshof die 4,5 Hektar große Anlage ab. Durch den Schlosspark fließt ein Abzweig der Spree, der den kleineren der beiden Teiche mit Wasser speist. Im größeren, im sogenannten Schwanenteich, befindet sich eine Insel. Zum alten Baumbestand zählen Eichen, Buchen, Eschen, Erlen, eine Ulme sowie Rispen-Hortensien. Die Parkanlage ist heute Teil einer künstlich geschaffenen Sichtachse, die mit Blick über den Bärwalder See auf das Kraftwerk Boxberg ausgerichtet ist.
Der unmittelbar an das Schloss angrenzende Teil des Parks wurde unter Friedrich Caspar Graf von Gersdorff nach französischem Vorbild als Barockgarten mit streng geometrischer Gliederung angelegt. Auf der Mittelachse der großen Rasenfläche liegen die kreisrunden Becken zweier Schmuckbrunnen aus Sandstein. Ein ebensolches Brunnenbecken befindet sich auch vor dem Eingangsportal des Schlosses. Im Barockgarten finden sich des Weiteren vier Skulpturen aus Sandstein. Auf der Achse der Brunnen steht ein Putto mit Harfe, der von Skulpturen der Zwillinge Apollon und Artemis flankiert wird. Eine Skulptur der Ceres ziert den östlichen Weg in den Garten. Die Skulpturen stammen ursprünglich aus dem Schlosspark in Mönau. Ferdinand Johann Balthasar Baron von Rabenau ließ sie um 1879 nach Uhyst bringen.
Der restliche Teil des Parks wurde im Stil eines englischen Landschaftsparks gestaltet. Als man 1836 das Alte Schloss abreißen ließ, wurden Teile des Parks in Ackerfläche umgewandelt. Vor allem alte Linden fielen der damit einhergehenden Abholzung zum Opfer. Spätere Besitzer des Neuen Schlosses ließen weitere Teile des Baumbestands aus wirtschaftlichen Gründen abholzen. Unter dem königlichen Kommissionsrat Johann Friedrich August Kessel, der die Schlossanlage 1856 erwarb, wurde der Schlosspark wieder gepflegt und zudem erweitert. Baron von Rabenau, der bereits andernorts von Land- zu Teichwirtschaft übergegangen war, ließ nach 1883 die Teiche des Schlossparks erneuern und vergrößern. Im Jahr 1897 hinterließ ein Hochwasser schwere Schäden an der Anlage. Da sie vor 1945 und auch zu DDR-Zeiten nicht für die Uhyster Bevölkerung frei zugänglich war, wurde in den 1960er Jahren ein Volkspark in unmittelbarer Nähe eröffnet. Der Umbau des Schlosses zu einem Krankenhaus führte über die Jahre dazu, dass große Teile des Schlossparks für die Errichtung neuer Zweckbauten herhalten mussten. Die Auffahrt zum Schloss wurde so etwa durch zwei Häuser für die Pflegeschwestern und Chefärzte zugebaut.
Im Jahr 2009 unterzeichnete die Gemeinde Boxberg/O.L. einen Kooperationsvertrag für die Mitarbeit der Parks von Uhyst und Nochten im Gartenkulturpfad beiderseits der Neiße, was der Pflege des Schlossparks, der touristischen Vermarktung und der Gesamtanlage zugutekommt. Eine Parkpflege findet so etwa über Parkseminare statt.

## Nutzungskonzepte

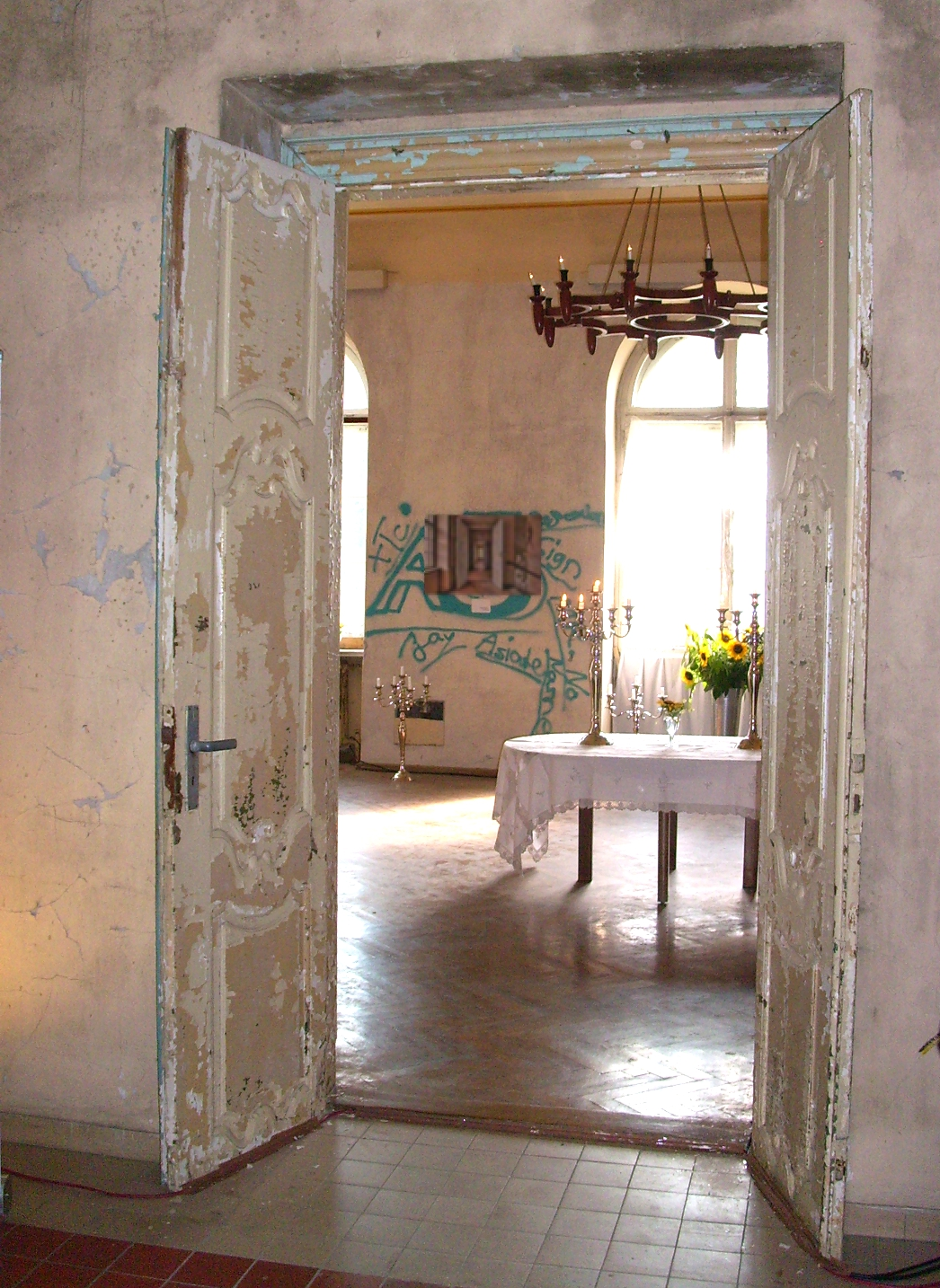
Saaleingang im Erdgeschoss

Da dem Schloss auch nach der Zwangsversteigerung keine Sanierung und kein Nutzungskonzept in Aussicht stand, wurde 2009 der Förderkreis Schloss Uhyst a. d. Spree e. V. gegründet. Der Förderkreis sammelt Spendengelder für den Erhalt des Gebäudes und die Finanzierung von Umbauarbeiten, die einer zukünftigen Nutzung des Schlosses vorausgehen. Zwei von fünf Nutzungskonzepten erscheinen dem Förderkreis als besonders sinnvoll: die Einrichtung eines Elite-Gymnasiums in freier Trägerschaft sowie der Umbau zu einem Pflegeheim mit Hospiz.
Einem Gymnasium mit technischer und betriebswirtschaftlicher Ausrichtung stünden die ursprünglich großen Räume als Klassenzimmer und Labore zur Verfügung. Das Dachgeschoss ließe sich dabei als Internat nutzen, während eine nahegelegene Mühle, die im 19. Jahrhundert zu einer Holzschleiferei umfunktioniert wurde, als Sporthalle dienen könne. Auch das sogenannte Dannenberghaus, das einst als Pädagogium der Herrnhuter adelige Zöglinge wie Hermann von Pückler-Muskau ausbildete, sei laut Förderkreis als Internat geeignet. Für die Einrichtung eines Pflegeheims oder die erneute Nutzung als Spezialklinik müssten die Räumlichkeiten auf den neuesten technischen Stand gebracht und ein Aufzug eingebaut werden. Die ruhige Lage des Schlosses und die Nähe zu Krankenhäusern in Bautzen, Hoyerswerda, Weißwasser und Niesky kämen dem Standort dabei zugute.
Weitere Varianten, die der Förderkreis ins Auge gefasst hat, sind die Einrichtung eines wissenschaftlichen Instituts mit Weiterbildung, der Ausbau zu einem Hotel der gehobenen Klasse mit 60 Zimmern und Wellness-Bereich, was dem steigenden Tourismus in der Lausitz, insbesondere des Bärwalder Sees mit seinen Wassersportmöglichkeiten, zugutekäme, sowie die Nutzung als Jugendherberge und Sporthotel mit einem Leistungs- und Diagnostikzentrum.